# Diboll
La ville de Diboll est située dans le comté d'Angelina, dans l’État du Texas, aux États-Unis. Lors du recensement de 2010, elle comptait 4 476 habitants.

## Source
- (en) Cet article est partiellement ou en totalité issu de l’article de Wikipédia en anglais intitulé « Diboll, Texas » (voir la liste des auteurs).